# بيلي باغيت
بيلي باغيت (بالإنجليزية: Billy Baggett)‏ هو لاعب كرة قدم أمريكية أمريكي، ولد في 2 يونيو 1929 في غرينفيل في الولايات المتحدة، وتوفي في 20 مايو 2015 في ليك تشارلز في الولايات المتحدة.

## وصلات خارجية
- بيلي باغيت على موقع مرجع كرة القدم المحترفة.كوم (الإنجليزية)